# Wellcome Institute for the History of Medicine
Il Wellcome Institute for the History of Medicine è stato un istituto londinese per lo studio e l'insegnamento della storia della medicina, attivo dal 1968 al 1999.

## Storia
Il Wellcome Institute for the History of Medicine era formato dalla Wellcome Library e dall'Academic Unit. La Wellcome Library era una collezione di libri provenienti da tutto mondo, gestita dai bibliotecari dell'omonimo trust, che comprendevano membri di biblioteche universitarie, che a loro volta erano anche lettori dell'University College di Londra.
L'Academic Unit era costituita da un gruppo di collaboratori dell'University College London, che si occupava dei programmi di studio universitario, della supervisione delle tesi, di organizzare seminari e conferenze, nonché delle relative pubblicazioni.
L'istituto ospitava una delle maggiori collezioni di manoscritti orientali e di libri a stampa esistenti al mondo, che comprendeva oltre diecimila manoscritti, di cui circa novecento scritti su foglie di palma e altri su carta, metallo, pelle e avorio, oltre a tremila libri stampati in caratteri orientali, impreziositi da disegni, dipinti e materiale fotografico.

## Direttori
Di seguito viene riportato l'elenco dei direttori del Wellcome Historical Medical Museum e del Wellcome Institute for the History of Medicine:
- 1913-1936 Henry S. Wellcome, LLD, DSc, FRS (fondatore e direttore);
- 1913-1925 C.J.S. Thompson,  MBE (curatore);
- 1925-1934 L. W. G. Malcolm, MSc, PhD,  FRSE (conservatore);
- 1934-1947 Captain Peter J. Johnston-Saint, MA, FRSE (conservatore);
- 1941-1945 Dr S. H. Daukes,  OBE, MD;
- 1946-1964 Edgar Ashworth Underwood, MD, FRCP;
- 1964-1973 Frederick Noël Lawrence Poynter, BA, PhD, Hon MD, FLA;
- 1973-1979 Edwin Sisterton Clarke, MD, FRCP;
- 1980-1981 Prof. Alfred Rupert Hall, MA, LittD, FBA (segretario);
- 1981-1983 Peter Williams, MB, FRCP;
- 1983-1987 Prof. William D.M. Paton, CBE, DM, FRCP, FRS.

## Bibliotecari
- 1900-1913 C. J. S. Thompson;
- 1913-1918 T. W. Huck, FLA;
- 1919-1921 C. C. Barnard, MLA;
- 1921-1925 W. R. B. Prideaux, BA, FLA[3];
- 1925-1931 C. R. Hewitt, FLA;
- 1932-1946 S. A. J. Moorat, MA, DipLib[4];
- 1946-1953 W. J. Bishop, FLA;
- 1954-1964 F. Noël L. Poynter, BA, PhD, Hon MD, FLA;
- 1964-1973 E. Gaskell, BA, ALA;
- 1973-1996 Eric J. Freeman,  BA, ALA[2];
- 1996–2004 David Pearson.

Nel 1999 il Wellcome Institute for the History of Medicine fu dismesso e al suo posto furono create due nuove organizzazioni: la Wellcome Library e il Wellcome Trust Center for the History of Medicine presso l'University College London. I successivi bibliotecari della Wellcome Library furono:
- 2004–2009 Frances Norton[5];
- 2010-2014 Simon Chaplin[6];
- 2015- : Robert Kiley[7]

## L'Academic Unit nel 1992
L'Academic Unit nel 1992 era composta dai seguenti esperti:
- William Bynum MA MD PhD MRCP, Allen MA PhD (scienze della vita);
- Janet Browne MA PhD (scienze della vita);
- Lawrence I. Conrad PhD (medicina islamica);
- Christopher Lawrence MB ChB PhD (medicina clinica);
- Michael Neve MA PhD (biologia umana);
- Vivian Nutton MA PhD (medicina classica);
- Roy Porter MA PhD (storia sociale della medicina);
- Elizabeth (Tilli) Tansey BSc PhD (scienza medica moderna);
- Andrew Wear BA MSc PhD (medicina dell'età moderna).[2]